# Paralomis hirtella
Paralomis hirtella is een tienpotigensoort uit de familie van de Lithodidae. De wetenschappelijke naam van de soort is voor het eerst geldig gepubliceerd in 1997 door de Saint Laurent & Macpherson.